# Кафоликон

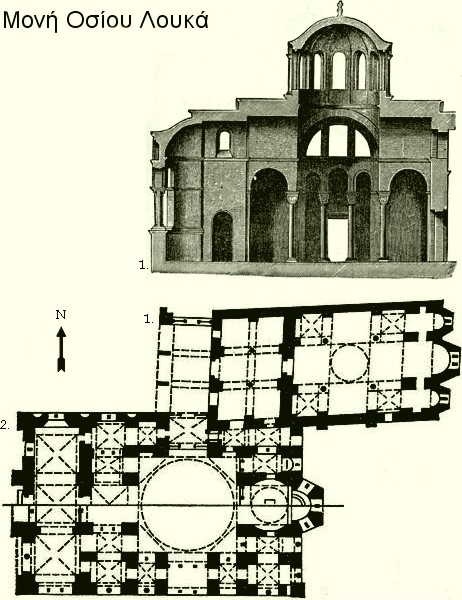
План смежных церквей монастыря Осиос Лукас
(вверху — церковь Богородицы, внизу — кафоликон)

Кафолико́н, или католико́н (греч. καθολικόν — «главный, общий храм») — главный (соборный) храм монастыря или монастырского комплекса. Часто в монастырях существуют несколько маленьких храмов, дополняющих кафоликон. Кафоликон обычно посвящается святому покровителю монастыря.
В поздней античности термином кафоликон обозначалось основное помещение храма, то же, что наос, у римлян — целла. В Византии этот термин не использовался. В поздневизантийское время он применялся для кафедрального храма епархии; то же, что собор.
В настоящее время термин «кафоликон» используется в русском языке для обозначения соборных монастырских храмов на территории Греции. Применительно к главным храмам монастырей в других странах принято использовать синоним «собор».